# Adhäsion

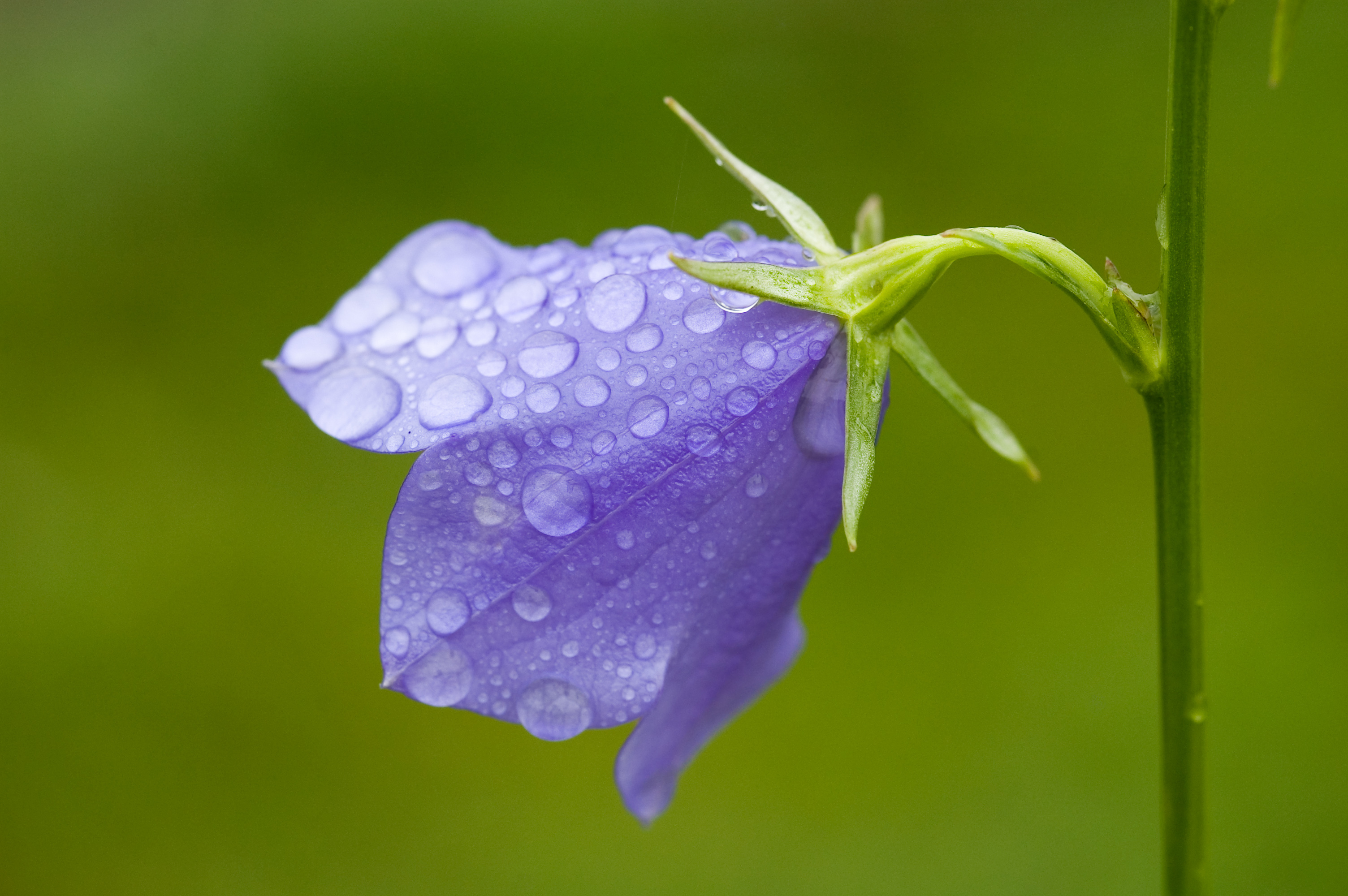
Wassertropfen an Glockenblumenblüte

Adhäsion (lateinisch adhaerere „anhaften“), auch Adhäsions- oder Anhangskraft genannt, ist der physikalische Zustand einer Grenzflächenschicht, die sich zwischen zwei in Kontakt tretenden kondensierten Phasen, d. h. Feststoffen und Flüssigkeiten mit vernachlässigbarem Dampfdruck, ausbildet. Der Zustand ist durch molekulare Wechselwirkungen in der Grenzflächenschicht charakterisiert, die einen  mechanischen Zusammenhalt der beteiligten Phasen bewirken. Den Gegensatz dazu bildet der innere Zusammenhalt, die Kohäsion, eines Stoffes.
Die wirkenden Kräfte sind noch nicht alle vollständig erforscht. Es gibt verschiedene Adhäsionstheorien.
Der Zusammenhalt zwischen den beteiligten Materialien beruht in den meisten Fällen auf physikalischen Wechselwirkungen. Bei ausreichend rauer Oberfläche kann es zudem zu einer mechanischen Verklammerung der Materialien (Formschluss) kommen. Falls die Materialien miteinander auch eine chemische Bindung eingehen, bildet sich in der Regel eine besonders feste und dauerhafte Verbindung aus.
Beispiele für die Bildung chemischer Bindungen zwischen Bindemitteln und bestimmten Materialien sind Silikon und Glas, Polyurethan und Holz oder Epoxidharz und Aluminium.

## Adhäsionstheorien
Unterschieden wird allgemein zwischen mechanischer Adhäsion aufgrund physikalisch-mechanischer Kräfte und spezifischer Adhäsion auf chemischer, physikalischer und thermodynamischer Grundlage beruhender Kräfte, für die es jeweils verschiedene Adhäsionstheorien gibt. Diese Theorien wurden einzeln entwickelt, nach heutigem Kenntnisstand bilden mechanische und spezifische Adhäsion jedoch eine Einheit.

### Mechanische Adhäsion
Die Theorie der mechanischen Adhäsion bezieht sich auf formschlüssige Verklammerungen einer Phase in den mikroskopisch kleinen Poren und Vertiefungen an der Oberfläche eines Feststoffs. Früher war dies der einzige Erklärungsansatz für Adhäsion; die Frage nach dem Zusammenhalt zweier Phasen mit glatten und porenfreien Kontaktflächen lässt sich damit nicht beantworten.

### Spezifische Adhäsion
Theorien der spezifischen Adhäsion wurden entwickelt, weil die Theorie der mechanischen Adhäsion nicht ausreichte, den Zusammenhalt von Feststoffen mit glatten Oberflächen zu erklären. Die verschiedenen Theorien der spezifischen Adhäsion und die Theorie der mechanischen Adhäsion schließen einander nicht aus, sondern ergänzen sich.
Der Polarisationstheorie (De Bruyne 1935) zufolge beruht Adhäsion auf dem Dipolcharakter der Moleküle. Dieser Erklärungsansatz ist jedoch auf polare Stoffe beschränkt.
Die elektrostatische Theorie (Derjagin 1950) setzt eine elektrische Doppelschicht (eine mehrere Molekül- oder Atomschichten dicke Raumladungszone, hervorgerufen durch Ladungsverschiebungen) als Ursache für die Adhäsionskraft an. Dafür müssen allerdings geeignete Ladungsträger, wie Elektronen oder Ionen, vorhanden sein.
Die Diffusionstheorie (Voyutzkij 1960) legt die Brownsche Molekularbewegung – also die durch die Temperatur verursachte Eigenbewegung der Moleküle – zu Grunde, die dazu führt, dass Teilchen der beiden beteiligten Stoffe ineinander diffundieren. Die Stoffe müssen jedoch eine chemische Affinität zueinander besitzen, was meist nur bei Kunststoffen der Fall ist. Bei Metallen etwa verhindert die Metallbindung eine Diffusion.

Benetzungsverhalten eines Tropfens auf einer festen Oberfläche. Laut der Adsorptions- und Benetzungstheorie wirken im Fall A wenig oder keine, im Fall C und S (Spreitung) sehr hohe Adhäsionskräfte an der Grenzfläche.

Grundlage der Adsorptions- und Benetzungstheorie (Zismann, Fowkes, Good und Wu, 1963) ist die Ober- und Grenzflächentheorie. Dieser thermodynamischen Betrachtung der Adhäsion zufolge benetzen solche Flüssigkeiten feste Oberflächen besonders gut, die sich an der Grenzfläche zur festen Phase in einem nur geringfügig ungünstigeren energetischen Zustand als im Inneren befinden. Ist der energetische Zustand an der Phasengrenze günstiger als im Inneren, kommt es zur vollständigen Benetzung (Spreitung), bei der sämtliche Teilchen der Flüssigkeit an der festen Oberfläche haften. Keine Benetzung – der andere Extremfall – tritt ein, wenn der energetische Zustand für die Teilchen im Inneren der Flüssigkeit so günstig ist, dass diese eine Kugel bildet, wodurch sich die Kontaktfläche mit dem Feststoff auf ein Minimum reduziert. Unter Berücksichtigung der Struktur der Grenzflächenschicht (Rauheit und Fremdstoffpartikel), der Temperatur und anderer Faktoren über die thermodynamische Betrachtung hinaus lassen sich so Rückschlüsse auf die Adhäsion ziehen.

## Vorkommen

### Adhäsion bei Verkehrsmitteln
Unter Adhäsion versteht man im Straßenverkehr die Straßenhaftung (eng. Grip) – Gummi (Reifen) auf Untergrund (Straße) – bzw. im Schienenverkehr die Schienenhaftung – Eisen (Bahnräder) auf Eisen (Schiene). Von einer Adhäsionsbahn spricht man, wenn eine Bahn ohne Hilfsmittel (z. B. Zahnrad oder Seil) starke Steigungen bewältigen kann und ausschließlich die Haftung der Räder für die Fortbewegung genügt. Die Adhäsion wirkt auch bei startenden Flugbooten und hält deren Rumpf im Wasser. Die Konstrukteure lösten dieses Problem mittels einer Abreißkante auf halber Länge des Kiels (auch als Stufe bezeichnet), so dass sich der Bootsrumpf der Maschine von der Wasseroberfläche lösen kann.

### Adhäsion bei Klebstoffen
Adhäsion umfasst die Haftkräfte an den Kontaktflächen zweier unterschiedlicher oder gleicher Stoffe durch Molekularkräfte. Die Stoffe können sich in festem oder in flüssigem Zustand befinden. Im Bereich der Klebstoffe versteht man unter Adhäsion die Haftung von Klebschichten an den Fügeteiloberflächen. Die Vorgänge bei der Adhäsion sind noch nicht vollständig aufgeklärt. Sie gestalten sich besonders schwierig, weil die Abhängigkeiten zwischen den Klebstoffsystemen und den verschiedenen Fügeteiloberflächen sehr komplex sind.

### Adhäsion bei Folien
Adhäsionsfolien haften ohne Klebstoff auf glatten/glänzenden Oberflächen mittels der Anziehungskraft der Moleküle zwischen beiden Materialien. Voraussetzung ist, dass sich die Moleküle so nahe wie möglich kommen, um eine Adhäsion zu erreichen. Deshalb funktioniert dies nur auf glatten Oberflächen, beispielsweise als Schutzfolien auf Displays oder Tönungsfolien auf Glas von Kraftfahrzeugen.

### Adhäsion bei Tieren
Manche Tiere (u. a. Lamellengeckos als die größten Vertreter) können sich an senkrechten glatten Wänden oder sogar an der Unterseite von Blättern und unter Zimmerdecken halten und fortbewegen. Grund hierfür sind Haftsysteme an den Sohlen der Füße, die bei Geckos aus etwa einer Milliarde feiner Keratin-Härchen (Spatulae) mit Ausmaßen im Nanometerbereich bestehen. Durch die spezielle lamellenartige Anordnung kommt eine große Zahl dieser Härchen mit dem Untergrund in Kontakt, so dass Adhäsionskräfte wirksam werden können. Natürlich vorkommende Oberflächenfeuchtigkeit erhöht die Wirkung. Ursache sind elektrostatische Wechselwirkungen zwischen den beteiligten Materialien (z. B. Van-der-Waals-Kräfte) sowie Kapillarkräfte. Auch viele Insekten nutzen zur Fortbewegung solche spatelförmigen Hafthaare neben ihren Greifsystemen oder Saugnäpfen.

### Adhäsion bei organischen Geweben
- chirurgisch: Verwachsungen oder Verklebungen von Organen durch Briden
- hämatologisch: Anhaftung von Blutzellen (z. B. Thrombozyten, Leukozyten) sowohl an Gefäßinnenwänden (z. B. im Rahmen einer Entzündungsreaktion), als auch gefäßinnenwandfremden (endothelfremden) Oberflächen bzw. Geweben
- bakteriologisch: Anhaftung von Bakterien an Schleimhautoberflächen am Beginn einer Infektion
- Zelladhäsion: Anhaftung von Gewebezellen an Proteine der extrazellulären Matrix über fokale Adhäsionsstellen und Hemidesmosomen
- zahnmedizinisch:
  - Chemische Anhaftung von Füllungsmaterialien am Dentin (dentinadhesiv)
  - Anhaftung einer Totalprothese an der Schleimhaut.